# Islas Fratelli
Islas Fratelli (en árabe: رشادة الأخوات) es el nombre que reciben dos islotes situados al norte del país africano de Túnez.
Ellos están a lo largo de Kef Abbed, concretamente a dos kilómetros de la costa de la provincia de Bizerta. Sus piedras son el hogar de los halcones y otras aves. Se localizan en las coordenadas geográficas 37°18′02″N 09°24′04″E / 37.30056, 9.40111